# L'Abeille de la Ternoise
Pour les articles homonymes, voir L'Abeille.
L'Abeille de la Ternoise est un hebdomadaire d'informations locales dont le siège est situé à Saint-Pol-sur-Ternoise dans le Pas-de-Calais.

## Historique
L’hebdomadaire, L'Abeille de la Ternoise, succéda en 1841 au Journal d'annonces administratives, judiciaires et commerciales des ville et arrondissement de Saint-Pol, fondé en 1827 qui devint en 1837, la Feuille d'annonces administratives, judiciaires, commerciales des ville et arrondissement de Saint-Pol.
Le nom même du journal laisse à penser, qu'à l'origine, il était d'inspiration bonapartiste.

## Diffusion
L'hebdomadaire est diffusé essentiellement dans le Pas-de-Calais, plus précisément le Ternois, les Sept Vallées (région de Fruges), la région de Bruay-la-Buissière, la région d'Hesdin, la région d'Aubigny-en-Artois... Il est diffusé également dans le nord du département de la Somme, dans la région de Doullens.
L'Abeille de la Ternoise est diffusé à 9 800 exemplaires par semaine environ en 2015-2016.

## Société
L'hebdomadaires est la propriété d'une société anonyme à directoire, L'Abeille de la Ternoise Communication. Cette PME emploie entre 10 et 19 salariés. En 2015, le chiffre d'affaires s'élevait à 1 422 600 €.